# Freituxe
Santiago de Freituxe és una parròquia i localitat del municipi gallec de Bóveda, a la província de Lugo. Limita amb les parròquies de Laiosa al nord, Piño al sud, Canedo i A Ferreirúa a l'est, i Guntín i Mosteiro a l'oest.
Apareix documentada per primer cop l'any 747 en el testament del bisbe Odoario, on apareix com Villa Fructuosi. Més endavant va passar a dependre del monestir de Samos. Entre els seus monuments destaquen l'església de Santiago, del segle xvii, i la Casa do Priorado.
L'any 2008 tenia una població de 28 habitants agrupats en 3 entitats de població: A Vila, Covelo i Freituxe.